# Bledius melanocephalus
Bledius melanocephalus är en skalbaggsart som först beskrevs av Thomas Say 1823.  Bledius melanocephalus ingår i släktet Bledius och familjen kortvingar. Inga underarter finns listade i Catalogue of Life.